# Cocytinus
Cocytinus gyrinoides es una especie extinta de lepospóndilo (pertenecientes al grupo Lysorophia) que vivió a finales del período Carbonífero en lo que hoy son los Estados Unidos.